# جانيكا بيس
جانيكا بيس هوَ تمثال يقعُ في إقليم بروكسل العاصمة (بلجيكا) وهو مُقابل تمثال مانيكن بيس الذي يقعُ إلى الجنوب من الميدان الكبير. كلّف دينيس-أدريان ديبورفي النحاتين وغيرهم بتصميم هذا التمثال في عام 1985 ثمّ انتهوا من تشييدهِ بحلول عام 1987. يبلغُ طول التمثال حوالي نصف متر؛ وهو مصمّمٌ من البرونز ويُجسّد فتاة صغيرة بشعر قصير في وضع القرفصاء خِلالَ تبوّلها على قاعدة منَ الحجر الجيري.

## وصلة خارجية
- الموقع الرسمي